# Xanthodynerus castrorum
Xanthodynerus castrorum är en stekelart som först beskrevs av Blüthgen 1954.  Xanthodynerus castrorum ingår i släktet Xanthodynerus och familjen Eumenidae. Inga underarter finns listade i Catalogue of Life.